# Vahtrepa
Vahtrepa es una localidad del Condado de Hiiu, en Estonia. Según estimaciones de 2020, cuenta con una población de 45 habitantes.
Se sitúa en la isla de Hiiumaa, que forma parte del archipiélago Moonsund, en el noroeste del país. La localidad se encuentra junto a la costa del mar Báltico y al norte de la isla de Saaremaa.
- Datos: Q3453589
- Multimedia: Vahtrepa / Q3453589